# Kees Kuijs

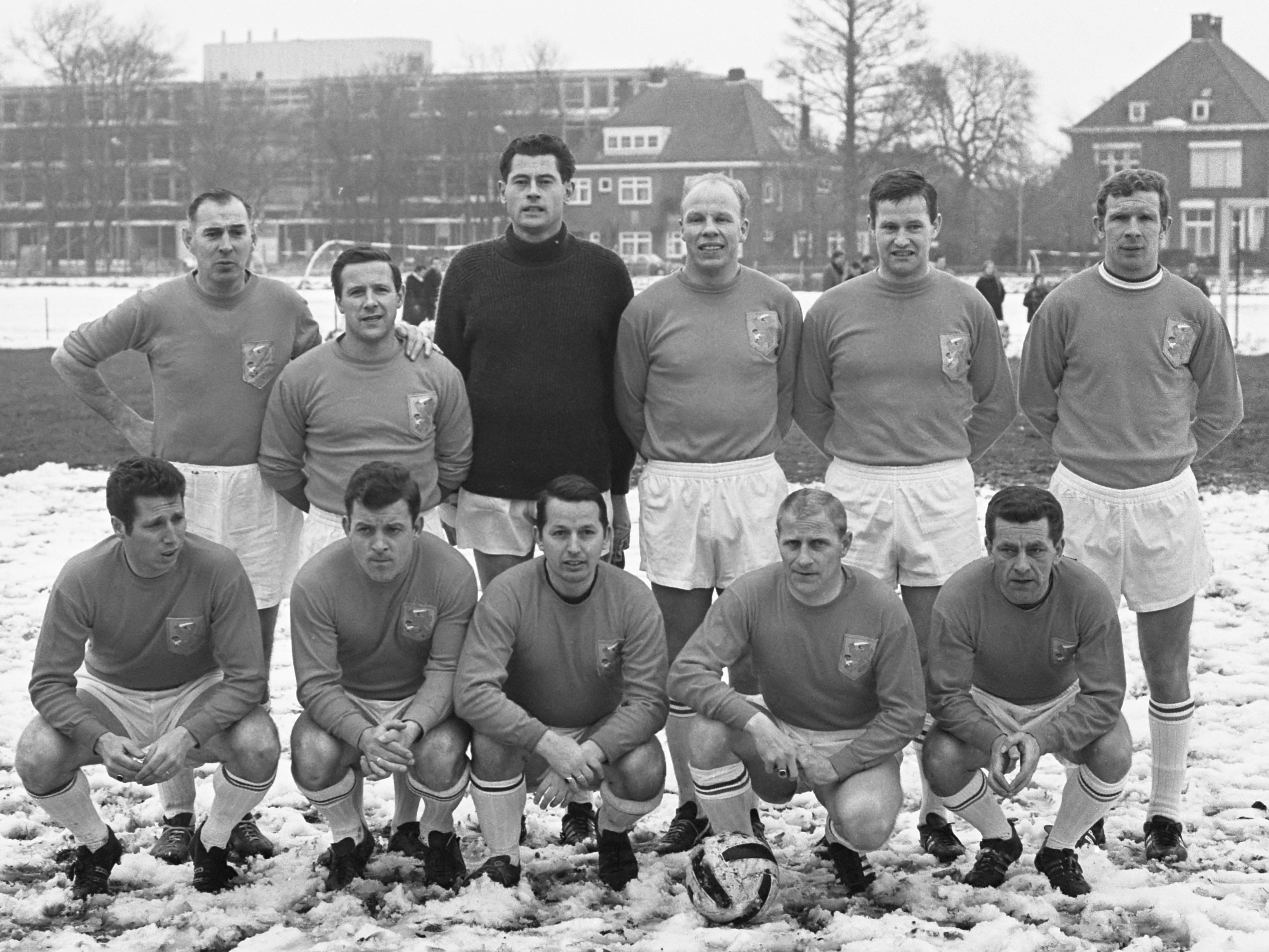
Oud-internationals (1969): Kees Kuijs, staand, tweede van rechts

Cornelis (Kees) Johannes Kuijs (Anna Paulowna, 4 oktober 1931) is een Nederlands voormalig voetballer. Kuijs begon als jeugdspeler bij BKC en Z.A.P.. Hij speelde daarna eerst als amateur en later als semiprof bij HFC Haarlem en NAC Breda. De linksback kwam tussen 1955 en 1962 43 maal uit voor het Nederlands voetbalelftal. Sinds het overlijden van Kees Rijvers op 4 maart 2024 is Kuijs de oudste nog levende oud-international van het Nederlands elftal.

## Biografie
Kuijs ging in Overveen studeren aan het CIOS en speelde vanaf 1951 vier seizoenen bij HFC Haarlem. Medio 1951 vroeg hij overschrijving aan van Z.A.P. uit Breezand naar Haarlem. In zijn debuutseizoen 1951/52 werd Haarlem kampioen in de Eerste Klasse A. Kuijs speelde alle zes duels om het landskampioenschap mee waarin Haarlem als derde eindigde. 
De club beleefde een sterke periode en eindigde twee jaar later op de derde plaats in de Eerste klasse A. Als speler van Haarlem speelde Kuijs 4 interlands voor het Nederlands elftal. Hij ging vervolgens fysiotherapie studeren in Breda en speelde vanaf 1955 als semiprof bij NAC. In zijn eerste seizoen liep de Bredase club in 1956 op het nippertje de landstitel mis door het 0-3 verlies in de beslissingswedstrijd tegen Rapid JC. Na zijn studie had hij een praktijk in Breda als fysiotherapeut.
Na zijn voetbaltijd werd Kuijs hoofd van de afdeling fysiotherapie van Revalidatiecentrum Breda. In het voetbal bleef hij ook actief. Kuijs was korte tijd verzorger en in het eerste halfjaar van 1975 technisch directeur van NAC. Nadat eind 1974 Henk Wullems werd ontslagen, benoemde NAC assistent Jo Jansen als interim-coach voor de rest van het seizoen. Omdat Jansen niet over het hoogste trainersdiploma beschikte, werd de wel bevoegde Kees Kuijs aangesteld als technisch directeur.    
Hij trainde acht seizoenen (van 1966 tot 1974) Veerse Boys en was eind jaren zestig trainer van de Brabantse jeugdselectie 14-16 jaar. Ook nam hij zitting in de tuchtcommissie betaald voetbal van de KNVB.
Na het overlijden van Kees Rijvers op 4 maart 2024 is Kees Kuijs de oudste nog levende oud-international.

## Interlandvoetbal
Johan Cruijff nomineerde Kees Kuijs op het lijstje met spelers voor het Oranje van de Eeuw. Samen met Cor Veldhoen, Ruud Krol, Adri van Tiggelen en Frank de Boer wordt hij gerekend tot de beste Nederlandse linksbacks aller tijden. Hij vormde een vast duo met als rechtsback de PSV'er Roel Wiersma, die zelfs nog meer interlands haalde.
- Nederland: 43 interlands, 0 doelpunten.[3]

## Carrièrestatistieken
| Seizoen | Club    | Land      | Competitie                   | Competitie | Competitie | Beker | Beker | Internationaal | Internationaal | Overig | Overig | Totaal | Totaal |
| Seizoen | Club    | Land      | Competitie                   | Wed.       | Dlp.       | Wed.  | Dlp.  | Wed.           | Dlp.           | Wed.   | Dlp.   | Wed.   | Dlp.   |
| ------- | ------- | --------- | ---------------------------- | ---------- | ---------- | ----- | ----- | -------------- | -------------- | ------ | ------ | ------ | ------ |
| 1951/52 | Haarlem | Nederland | Eerste klasse A              | 6          | 0          | –     | 0     | 0              | 0              | 6      | 0      | 12     | 0      |
| 1952/53 | Haarlem | Nederland | Eerste klasse B              | 24         | 0          | –     | 0     | 0              | 0              | 0      | 0      | 24     | 0      |
| 1953/54 | Haarlem | Nederland | Eerste klasse A              | 25         | 0          | –     | 0     | 0              | 0              | 0      | 0      | 25     | 0      |
| 1954/55 | Haarlem | Nederland | Eerste klasse A (Afgebroken) | 2          | 0          | –     | 0     | 0              | 0              | 0      | 0      | 2      | 0      |
| 1954/55 | Haarlem | Nederland | Eerste klasse C              | 23         | 0          | –     | –     | –              | –              | –      | –      | 23     | 0      |
| 1955/56 | NAC     | Nederland | Hoofdklasse A                | 32         | 1          | –     | –     | –              | –              | –      | –      | 32     | 1      |
| 1956/57 | NAC     | Nederland | Eredivisie                   | 33         | 0          | –     | –     | –              | –              | –      | –      | 33     | 0      |
| 1957/58 | NAC     | Nederland | Eredivisie                   | 34         | 0          | –     | –     | –              | –              | –      | –      | 34     | 0      |
| 1958/59 | NAC     | Nederland | Eredivisie                   | 31         | 0          | –     | –     | –              | –              | –      | –      | 31     | 0      |
| 1959/60 | NAC     | Nederland | Eredivisie                   | 33         | 0          | –     | –     | –              | –              | –      | –      | 33     | 0      |
| 1960/61 | NAC     | Nederland | Eredivisie                   | 34         | 0          | –     | –     | –              | –              | –      | –      | 34     | 0      |
| 1961/62 | NAC     | Nederland | Eredivisie                   | 21         | 0          | –     | –     | –              | –              | –      | –      | 21     | 0      |
| 1962/63 | NAC     | Nederland | Eredivisie                   | 15         | 0          | –     | –     | –              | –              | –      | –      | 15     | 0      |
| Totaal  | Totaal  | Totaal    | Totaal                       | 313        | 1          | –     | –     | –              | –              | 6      | 0      | 319    | 1      |